# Agence pour le développement de l'emploi
Pour les articles homonymes, voir ADEM.
L'Agence pour le développement de l'emploi (ADEM) est un établissement public luxembourgeois placé sous la tutelle du ministère du Travail, de l'Emploi et de l'Économie sociale et solidaire qui assure le service public de l'emploi au Luxembourg.

## Histoire
L'ancêtre de l'ADEM voit le jour par la loi du 2 mai 1913 concernant la réglementation des bureaux de placement qui autorise la création de ces derniers au grand-duché. L'Office national du travail voit le jour par l'arrêté grand-ducal du 30 juin 1945. Il est renommé en Administration de l'emploi par la loi du 1er février 1976.
Enfin, cet organisme prend son nom actuel par la loi du 18 janvier 2012.

## Organisation
Le siège de l'ADEM est situé à Luxembourg et dispose d'agences régionales à Diekirch, Esch-sur-Alzette, Differdange, Dudelange, Wiltz et Wasserbillig.
En 2014, 11 000 personnes étaient inscrites à l'ADEM et plus de 250 formations ont été organisées.
Dans un communiqué en date du 20 septembre 2018, le gouvernement annonce que le nombre de demandeurs d'emploi résidents disponibles inscrits à l'ADEM s'établit à 14 936 au 31 août 2018. Sur un an, cela constitue une baisse de 803 personnes, soit de 5,1 %. Le taux de chômage, corrigé des variations saisonnières, calculé par le STATEC s'établit à 5,5 %.
En raison de la pandémie de Covid-19 au Luxembourg, le taux de chômage atteint 7 % de la population active pour le mois de mai 2020 selon le STATEC,.
En 2025, le taux de chômage au Luxembourg s'élève à 6 %.